# Miron de Barcelone
Miron de Barcelone, mort en 966, est un comte de Barcelone et d'Urgell de 948 à 966 co-comte avec son frère Borrell II.

## Biographie
Miron est le troisième fils de Sunyer Ier de Barcelone, comte de Barcelone (911-947).
Il meurt en 966. Les sources divergent sur sa postérité. Selon certaines, il a trois enfants, selon d'autres, il n'a aucune postérité.